# Situations V
Situations V, sous-titré Colonialisme et néo-colonialisme, est un recueil thématique d'articles de Jean-Paul Sartre datant de 1954 à 1963, qui est publié en 1964. 
Dans la nouvelle édition, chronologique, d'Arlette Elkaïm-Sartre parue en 2018, Situations V est sous-titré Mars 1954 - avril 1958. 

## Contenu

### Édition de 1964
- « D'une Chine à l'autre »
- Le colonialisme est un système
- « Portrait du colonisé », précédé du « Portrait du colonisateur »
- « Vous êtes formidables »
- « Nous sommes tous des assassins »
- Une victoire
- « Le Prétendant »
- La Constitution du mépris
- Les grenouilles qui demandent un roi
- L'analyse du Référendum
- Les somnambules
- « Les Damnés de la terre »
- La pensée politique de Patrice Lumumba

### Édition de 2018
- Opération « Kanapa », un article en réponse à un autre de Jean Kanapa et par extension sur le rapport entre les intellectuels et le communisme, Les Temps modernes, n° 100, mars 1954.
- « Les peintures de Giacometti », article pour une exposition d’Alberto Giacometti à la galerie Maeght à Paris, publié aussi dans Derrière le miroir, n° 65 et Les Temps modernes, n° 103, juin 1954.
- « D'une Chine à l'autre », préface au livre de Henri Cartier-Bresson, D'une Chine à l'autre, édition Delpire, 1955. Sur la photographie et la Chine de Mao.
- « Le réformisme et les fétiches » article sur l’ouvrage de Pierre Hervé, La Révolution et les Fétiches et par extension sur la situation des intellectuels communistes, Les Temps modernes, n° 122, février 1956.
- « Réponse à Pierre Naville », un article en réponse à celui de Pierre Naville qui réagissait à « Le réformisme et les fétiches » et par extension sur les rapports que devraient avoir les intellectuels de gauche entre eux, Les Temps modernes, n° 123, mars-avril 1956.
- « Le colonialisme est un système », texte d'une intervention lors d'un meeting sur le colonialisme et en particulier sur la guerre d'Algérie, Les Temps modernes, n° 123, mars-avril 1956.
- « Le fantôme de Staline », long article sur le stalinisme et la destalinisation, Les Temps modernes, janvier 1957.
- « Vous êtes formidables », article sur le recueil Des rappelés témoignent et par extension sur le colonialisme, la torture et la guerre d’Algérie, Les Temps modernes, n° 135, mai 1957.
- « Portrait du colonisé », précédé du « Portrait du colonisateur », préface à l’ouvrage d’Albert Memmi, Portrait du colonisé précédé du portrait du colonisateur, Buchet/Castel, Corréa, 1957. Sur le colonialisme.
- « Le séquestré de Venise », plusieurs fragments sur Le Tintoret, psychanalyse existentielle. On y trouve : « Le sequestré de Venise », « Saint Georges et le dragon», « Un vieillard mystifié », « Saint Marc et son double », « Les produits finis du Tintoret ». Voir Liste des œuvres de Jean-Paul Sartre pour le détail des publications.
- « Quand la police frappe les trois coups... », article sur le théâtre, France-Observateur, 5 décembre 1957.
- « Une victoire », article sur le livre de Henri Alleg, La question qui a été censuré car il dénonce la torture durant la guerre d'Algérie, L'Express, 6 mars 1958.
- « Nous sommes tous des assassins », article sur la guerre d’Algérie, Les Temps modernes, mars 1958.
- « Des rats et des hommes », préface du livre d'André Gorz, Le traître, 1958.
- « Les communistes et la paix, III », troisième et dernière partie de l'article « Les communistes et la paix », Les Temps modernes, avril 1954.